# Ultra vires
En droit administratif et en droit constitutionnel, la locution latine ultra vires signifie qu'une action étatique va au-delà des pouvoirs qui lui sont conférés par la loi ou qu'une loi de l'État va au-delà des pouvoirs législatifs de l'État qui sont énoncés dans la Constitution.

## Droit canadien
En droit constitutionnel canadien, la théorie de l'aspect est la méthode d'analyse utilisée par les juges de la Cour suprême du Canada pour déterminer le trait dominant d'une loi. Si une loi provinciale a un trait dominant fédéral, elle peut être déclarée ultra vires des compétences provinciales. De façon analogue, si une loi fédérale a un trait dominant provincial, elle peut être déclarée ultra vires du Parlement.

## Droit français
Si l'autorité administrative ne respecte pas les limites qui lui ont été assignées par la Constitution ou par la loi, on dira, selon la terminologie française, qu'elle commet un excès de pouvoir ou, selon la terminologie latine conservée par les anglo-saxons, qu'elle agit ultra vires.